# 14 nm 공정
"14 나노미터 공정"은 "22 nm" (또는 "20 nm") 노드를 계승하는 MOSFET 기술 노드를 위한 마케팅 용어이다. "14 nm"는 국제 반도체 기술 로드맵 (ITRS)에 의해 명명되었다. 2011년경까지는 "22 nm" 이후의 노드가 "16 nm"가 될 것으로 예상되었다. 모든 "14 nm" 노드는 평면형 규소 CMOS 기술의 비평면 진화형인 멀티게이트 소자 기술의 일종인 FinFET (핀 전계 효과 트랜지스터) 기술을 사용한다.
적어도 1997년부터 "공정 노드"는 순전히 마케팅 기반으로 명명되었으며, 집적 회로 상의 치수와는 관련이 없다. "14nm" 장치 상의 게이트 길이, 금속 피치 또는 게이트 피치 어느 것도 14 나노미터가 아니다. 예를 들어, TSMC와 삼성의 "10 nm" 공정은 트랜지스터 밀도 면에서 인텔의 "14 nm"와 "10 nm" 공정 사이 어딘가에 위치하며, TSMC의 "7 nm" 공정은 치수적으로 인텔의 "10 nm" 공정과 유사하다.
삼성전자는 2013년에 "10 nm 급" NAND 플래시 칩을 제조하기 전인 2014년에 "14 nm" 칩 테이프 아웃을 완료했다. 같은 해, SK하이닉스는 "16 nm" 낸드 플래시 양산을 시작했으며, TSMC는 "16 nm" FinFET 생산을 시작했다. 이듬해 인텔은 소비자에게 "14 nm" 규모의 장치 출시를 시작했다.

## 역사

### 배경
"14 nm" 장치의 해상도는 전자빔 리소그래피를 사용하더라도 고분자 레지스트에서는 달성하기 어렵다. 또한 이온화 방사선의 화학적 효과도 신뢰할 수 있는 해상도를 약 30 nm로 제한하는데, 이는 현재 최첨단 액침 노광을 사용해서도 달성 가능하다. 하드마스크 재료와 다중 패터닝이 필요하다.
더 심각한 제약은 플라즈마 손상이 저유전율 재료에 미치는 영향에서 온다. 손상 범위는 일반적으로 20 nm 두께이지만, 약 100 nm까지 올라갈 수도 있다. 저유전율 재료가 더 다공성이 될수록 손상 감도는 더 나빠질 것으로 예상된다. 비교를 위해, 구속되지 않은 규소의 원자 반경은 0.11 nm이다. 따라서 약 90개의 Si 원자가 채널 길이를 따라 늘어서게 되어 상당한 누설 전류가 발생한다.
텔라 이노베이션과 세쿼이아 디자인 시스템즈는 2010년경 "16 nm"/"14 nm" 노드에 대해 이중 노광을 허용하는 방법론을 개발했다. 삼성과 시높시스도 당시 "22 nm" 및 "16 nm" 설계 흐름에 더블 패터닝을 구현하기 시작했다. 멘토 그래픽스는 2010년에 "16 nm" 테스트 칩 테이프 아웃을 보고했다. 2011년 1월 17일, IBM은 ARM과 팀을 이루어 "14 nm" 칩 처리 기술을 개발할 것이라고 발표했다.
2011년 2월 18일, 인텔은 "14 nm" 제조 공정과 최첨단 300 mm 웨이퍼를 사용하여 칩을 제조하도록 설계된 애리조나주에 50억 달러 규모의 새로운 파운드리를 건설할 것이라고 발표했다. 새로운 팹은 Fab 42라고 명명될 예정이었으며, 건설은 2011년 중반에 시작될 예정이었다. 인텔은 새로운 시설을 "세계에서 가장 발전된 대용량 제조 시설"이라고 광고했으며, 2013년에 가동될 것이라고 밝혔다. 이후 인텔은 이 시설 개장을 연기하고 기존 시설을 14-nm 칩을 지원하도록 업그레이드하기로 결정했다. 2011년 5월 17일, 인텔은 2014년 로드맵을 발표했는데, 여기에는 제온, Core, Atom 제품 라인을 위한 "14 nm" 트랜지스터가 포함되었다.

### 기술 시연
1990년대 후반, 히타치 중앙 연구소의 히사모토가 이끄는 일본 팀은 FinFET 기술 개발을 위한 국제 연구팀과의 협력을 시작했으며, 여기에는 TSMC의 천밍후와 다양한 캘리포니아 대학교 버클리 연구원들이 포함되었다. 1998년, 이 팀은 17 nm 공정까지 장치를 성공적으로 제작했다. 그들은 나중에 2001년에 15 nm FinFET 공정을 개발했다. 2002년, 시블리 아메드(방글라데시), 스콧 벨, 시러스 태버리(이란), 제프리 보커, 데이비드 카이저, 천밍후 (TSMC), 추재 킹 류를 포함한 UC 버클리의 국제 연구팀은 FinFET 장치를 10 nm 게이트 길이까지 시연했다.
2005년, 도시바는 측벽 스페이서 공정을 사용하여 15 nm 게이트 길이와 10 nm 핀 너비를 갖춘 15 nm FinFET 공정을 시연했다. 2003년에는 16 nm 노드의 경우 로직 트랜지스터의 게이트 길이가 약 5 nm가 될 것이라고 제안된 바 있다. 2007년 12월, 도시바는 15 나노미터 두께의 선을 사용한 시제품 메모리 유닛을 시연했다.
2009년 12월, 대만 정부 소유의 국립 나노소자 연구소는 "16 nm" SRAM 칩을 생산했다.
2011년 9월, 하이닉스는 "15 nm" 낸드 셀 개발을 발표했다.
2012년 12월, 삼성전자는 "14 nm" 칩 테이프 아웃을 완료했다.
2013년 9월, 인텔은 "14 nm" 브로드웰 CPU를 사용한 울트라북 노트북을 시연했으며, 인텔 CEO 브라이언 크르자니크는 "[CPU]는 올해 말까지 출시될 것"이라고 말했다. 그러나 2014년 2월 기준으로, 출시는 2014년 4분기까지 더욱 연기되었다.
2014년 8월, 인텔은 자사의 "14 nm" 제조 공정으로 제조될 첫 번째 제품인 코어 M 프로세서를 위한 "14 nm" 마이크로아키텍처의 세부 사항을 발표했다. 코어 M 프로세서 기반의 첫 시스템은 2014년 4분기에 출시될 예정이었다. 인텔의 기술 및 제조 그룹 수석 펠로우이자 공정 아키텍처 및 통합 책임자인 마크 보어는 "인텔의 14 나노미터 기술은 2세대 트라이게이트 트랜지스터를 사용하여 업계 최고의 성능, 전력, 밀도 및 트랜지스터당 비용을 제공한다"고 말했다.
2018년에는 인텔이 "14 nm" 팹 용량 부족을 발표했다.

### 출시된 장치
2013년, SK하이닉스는 "16 nm" 낸드 플래시 양산을 시작했으며, TSMC는 "16 nm" FinFET 생산을 시작했으며, 삼성은 "10 nm 급" NAND 플래시 생산을 시작했다.
2014년 9월 5일, 인텔은 저TDP 코어 M 제품군에 속하는 최초의 3가지 브로드웰 기반 프로세서인 코어 M-5Y10, 코어 M-5Y10a, 코어 M-5Y70을 출시했다.
2015년 2월, 삼성전자는 자사의 플래그십 스마트폰인 갤럭시 S6 및 S6 엣지가 "14 nm" 엑시노스 SoC을 탑재할 것이라고 발표했다.
2015년 3월 9일, 애플은 "Early 2015" 맥북과 맥북 프로를 출시했는데, 이 제품들은 "14 nm" 인텔 프로세서를 사용했다. 주목할 만한 것은 i7-5557U로, 인텔 아이리스 그래픽스 6100과 3.1 GHz로 작동하는 두 개의 코어를 가지고 있으며, 단 28W를 사용한다.
2015년 9월 25일, 애플은 아이폰 6S & 6S Plus를 출시했는데, 이 제품들은 "데스크톱급" A9 칩을 탑재했다. 이 칩은 삼성에서 "14 nm" 공정으로, TSMC (대만 반도체 제조 회사)에서 "16 nm" 공정으로 제조되었다.
2016년 5월, 엔비디아는 파스칼 아키텍처 기반의 지포스 10 시리즈 GPU를 출시했는데, 이는 TSMC의 "16 nm" FinFET 기술과 삼성의 "14 nm" FinFET 기술을 통합한 것이다.
2016년 6월, AMD는 폴라리스 아키텍처 기반의 라데온 RX 400 GPU를 출시했는데, 이는 삼성의 "14 nm" FinFET 기술을 통합한 것이다. 이 기술은 그 당시 글로벌파운드리스에 2차 공급을 위해 라이선스되었다.
2016년 8월 2일, 마이크로소프트는 Xbox One S를 출시했는데, 이는 TSMC의 "16 nm" 공정을 사용했다. 
2017년 3월 2일, AMD는 젠 아키텍처 기반의 라이젠 CPU를 출시했는데, 이는 삼성의 "14 nm" FinFET 기술을 통합한 것으로, 그 당시 글로벌파운드리스가 구축하기 위해 라이선스되었다.
2017년 10월에 출시된 NEC SX-Aurora TSUBASA 프로세서는 TSMC의 "16 nm" FinFET 공정을 사용했으며, NEC SX 슈퍼컴퓨터와 함께 사용하도록 설계되었다.
2018년 7월 22일, 글로벌파운드리스는 삼성의 라이선스된 14LP 공정을 기반으로 한 "12 nm" Leading-Performance (12LP) 공정을 발표했다.
2018년 9월, 엔비디아는 튜링 아키텍처 기반의 GPU를 출시했는데, 이 제품들은 TSMC의 "12 nm" 공정으로 제조되었으며, 평방 밀리미터당 24.67 백만 개의 트랜지스터 밀도를 가졌다.

## 14 nm 공정 노드
|                             | ITRS 로직 장치 기반 규칙 (2015) | 삼성    | 삼성    | 삼성    | TSMC                                    | TSMC          | TSMC          | TSMC          | 인텔       | 인텔       | 인텔       | 글로벌파운드리스 | 글로벌파운드리스 | 글로벌파운드리스 | SMIC                                       | SMIC                                       |
| --------------------------- | ------------------------------- | ------- | ------- | ------- | --------------------------------------- | ------------- | ------------- | ------------- | ---------- | ---------- | ---------- | ---------------- | ---------------- | ---------------- | ------------------------------------------ | ------------------------------------------ |
| 공정명                      | 16/14 nm                        | 14LPE   | 14LPP   | 11LPP   | 16FF (16 nm)                            | 16FF+ (16 nm) | 16FFC (16 nm) | 12FFC (12 nm) | 14 nm      | 14 nm +    | 14 nm ++   | 14LPP (14 nm)    | 12LP (12 nm)     | 12LP+            | 14 nm                                      | 12 nm                                      |
| 트랜지스터 밀도 (MTr/mm2)   | 알 수 없음                      | 32.94   | 32.94   | 54.38   | 28.88                                   | 28.88         | 28.88         | 33.8          | 37.5 44.67 | 37.5 44.67 | 37.5 44.67 | 30.59            | 36.71            | 알 수 없음       | 30                                         | 33.77                                      |
| 트랜지스터 게이트 피치 (nm) | 70                              | 78      | 78      | 78      | 88                                      | 88            | 88            | 88            | 70         | 70         | 84         | 84               | 84               | 알 수 없음       | 90                                         | 96                                         |
| 인터커넥트 피치 (nm)        | 56                              | 67      | 67      | 67      | 70                                      | 70            | 70            | 70            | 52         | 52         | 52         | 알 수 없음       | 알 수 없음       | 알 수 없음       | 알 수 없음                                 | 알 수 없음                                 |
| 트랜지스터 핀 피치 (nm)     | 42                              | 49      | 49      | 49      | 45                                      | 45            | 45            | 45            | 42         | 42         | 42         | 48               | 48               | 알 수 없음       | 51                                         | 48                                         |
| 트랜지스터 핀 폭 (nm)       | 8                               | 8       | 8       | 8       | 알 수 없음                              | 알 수 없음    | 알 수 없음    | 알 수 없음    | 8          | 8          | 8          | 알 수 없음       | 알 수 없음       | 알 수 없음       | 알 수 없음                                 | 알 수 없음                                 |
| 트랜지스터 핀 높이 (nm)     | 42                              | ~38     | ~38     | ~38     | 37                                      | 37            | 37            | 37            | 42         | 42         | 42         | 알 수 없음       | 알 수 없음       | 알 수 없음       | 알 수 없음                                 | 알 수 없음                                 |
| 생산 연도                   | 2015                            | 2014 Q4 | 2016 Q1 | 2018 H2 | 2013 Q4 risk production 2014 production | 2015 Q3       | 2016 Q2       | 2017          | 2014 Q3    | 2016 H2    | 2017       | 2016             | 2018             | 2020 Q3          | 2019 Q3 risk production 2019 Q4 production | 2019 Q4 risk production 2020 Q4 production |

1. ↑  2차 공급은 글로벌파운드리스.
2. ↑  삼성의 14 nm 공정 기반.
3. ↑  인텔은 이 공식 사용:[51] {\displaystyle {\rm {0.6\times {\frac {NAND2\ Tr\ Count}{NAND2\ Cell\ Area}}+0.4\times {\frac {Scan\ Flip\ Flop\ Tr\ Count}{Scan\ Flip\ Flop\ Cell\ Area}}=}}} # {\displaystyle {\rm {Transistors/mm^{2}}}}

숫자가 낮을수록 좋지만, 트랜지스터 밀도는 반대이다. 트랜지스터 게이트 피치는 CPP (contacted poly pitch)라고도 하며, 인터커넥트 피치는 MMP (minimum metal pitch)라고도 한다.